# 명덕초등학교 용수분교
명덕초등학교 용수분교는 대한민국 강원도 홍천군 남면 용수리 41-10에 있었던 공립 초등학교이다.

## 연혁
- 1937년 3월 31일 : 설립인가
- 1937년 6월 1일 : 명덕공립보통학교 부설 간이학교 개교
- 1945년 4월 1일 : 용수공립국민학교로 승격
- 1999년 9월 1일 : 명덕초등학교로 통합

## 폐교 이후
폐교 이후, 명덕초등학교 용수분교 자리에는 다문화학생을 위한 대안학교인 해밀학교가 2018년에 신축 이전하여 들어설 예정이다.